# Георгіївський провулок (Київ)
Гео́ргіївський провулок — провулок у Шевченківському районі міста Києва, місцевість Старий Київ. Пролягає від Рейтарської до Стрілецької вулиці.

## Історія
Один з давніх київських провулків. Його назва походить від Георгіївської церкви. Церква, названа на честь святого Георгія, стояла поблизу перетину сучасних вулиць Володимирської та Рейтарської, була зруйнована 1935 року. У давнину частина вулиці Рейтарської входила до складу Георгіївського провулка. На плані міста 1803 року, складеному архітектором Андрієм Меленським, зазначений під назвою Георгіївська вулиця. У 1861 році провулок віднесений до 2-го розряду вулиць, на ньому дозволялося споруджувати кам'яні будинки по лінії вулиці та дерев'яні — у подвір'ях. З 1939 року мав назву Стрілецький провулок. Сучасну історичну назву відновлено 1990 року.

## Особистості
У будинку, що раніше стояв на Георгіївському провулку, 11, влітку 1859 року мешкав Тарас Шевченко. У грудні 1917 року в лівій частині цього будинку оселився український художник, графік Георгій Нарбут, де і прожив до смерті. У будинку мешкав також історик, генеалог, архівіст і музейний діяч Вадим Модзалевський.

## Забудова
Лівий бік провулка був щільно забудований з сер. XIX ст. Із забудови XIX — поч. XX ст. збереглися лише два будинки — № 7 і № 9 — колишня лікарня Товариства лікарів-спеціалістів «Георгіївська лічниця» (№ 7). На правому боці провулка зберігся парадний в'їзд до Софії Київської — брама Заборовського, названа так від імені митрополита Рафаїла.

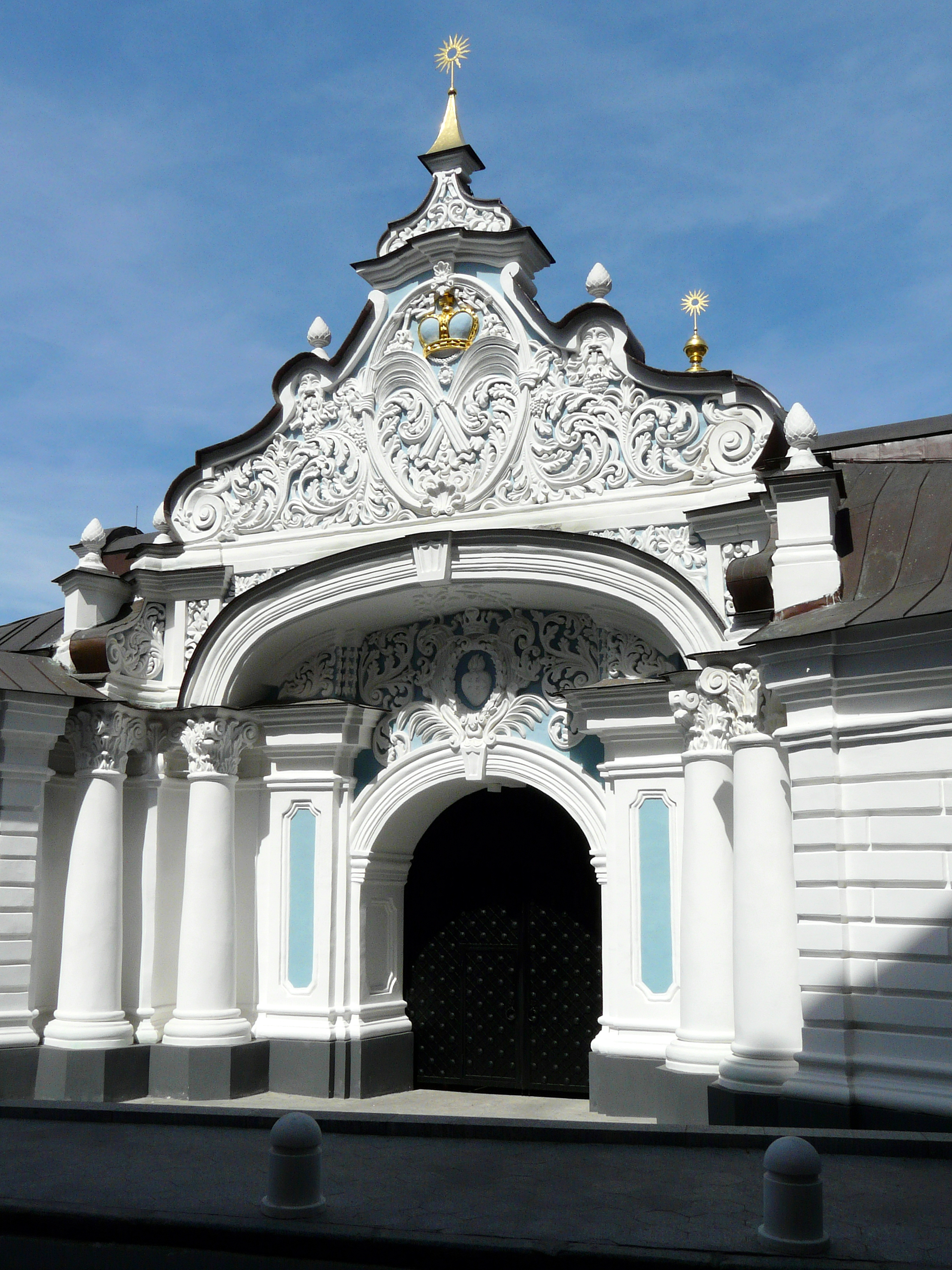
Брама Заборовського
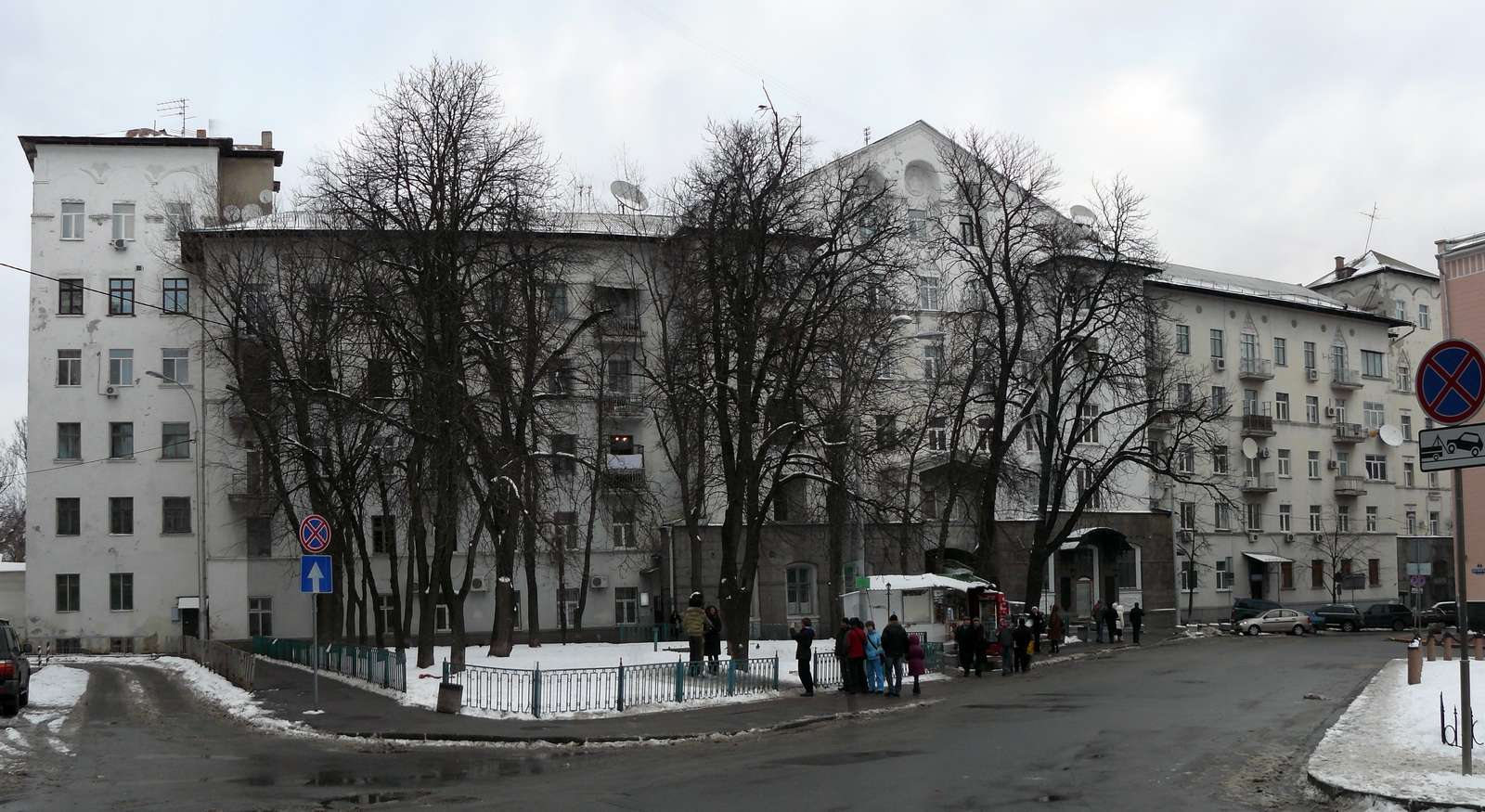
Будинок № 2
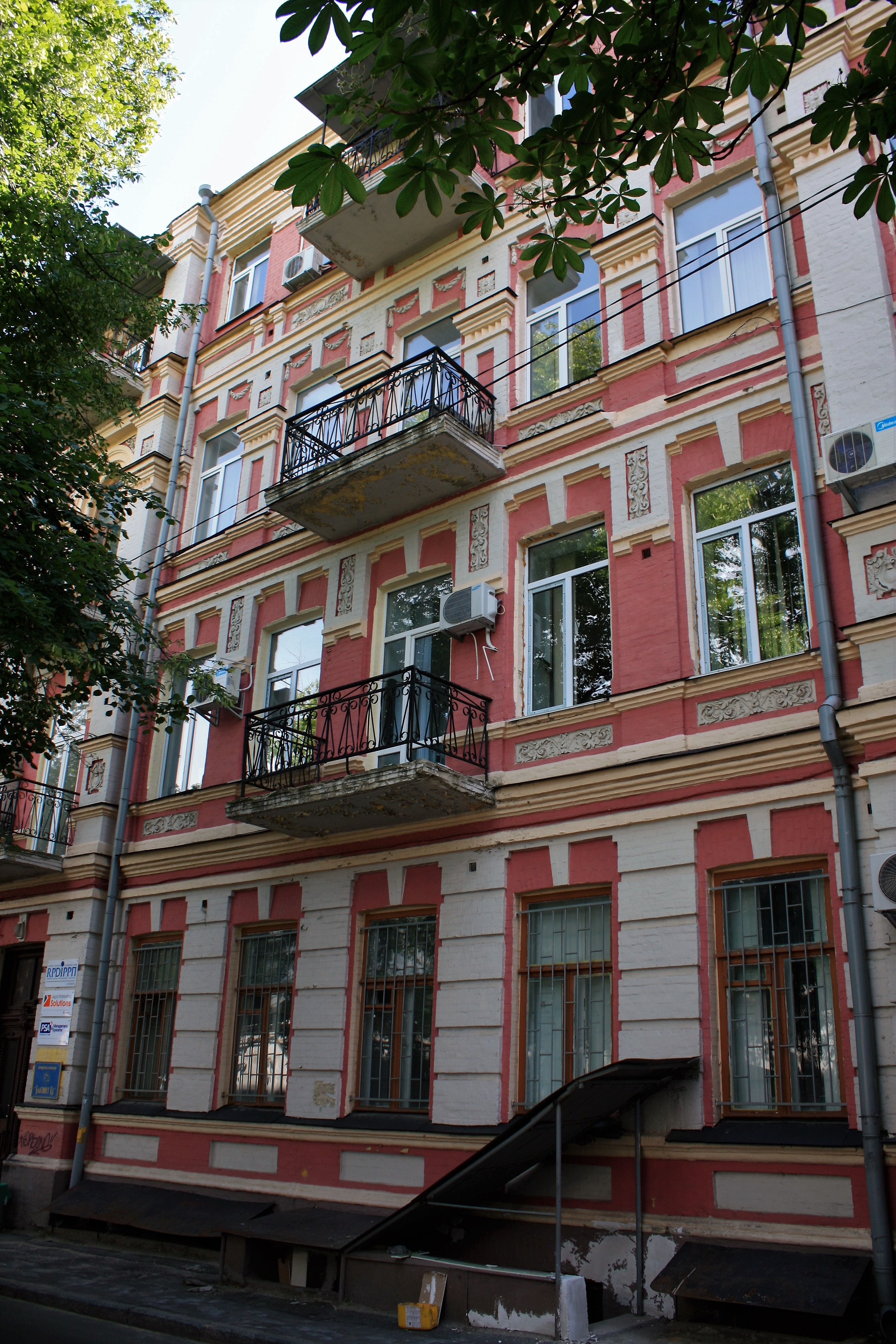
Будинок № 7

## Пам'ятники
На перетині з Рейтарською і Золотоворітською вулицями встановлено пам'ятник «Захисникам кордонів Вітчизни всіх поколінь», а також фігура героя мультфільму «Їжачок у тумані». Цей твір Костянтина Скретуцького носить назву «Конячка».

Пам'ятник «Захисникам кордонів Вітчизни всіх поколінь»
Фігура «Конячка».